# Heidehäuser (Radeberg)

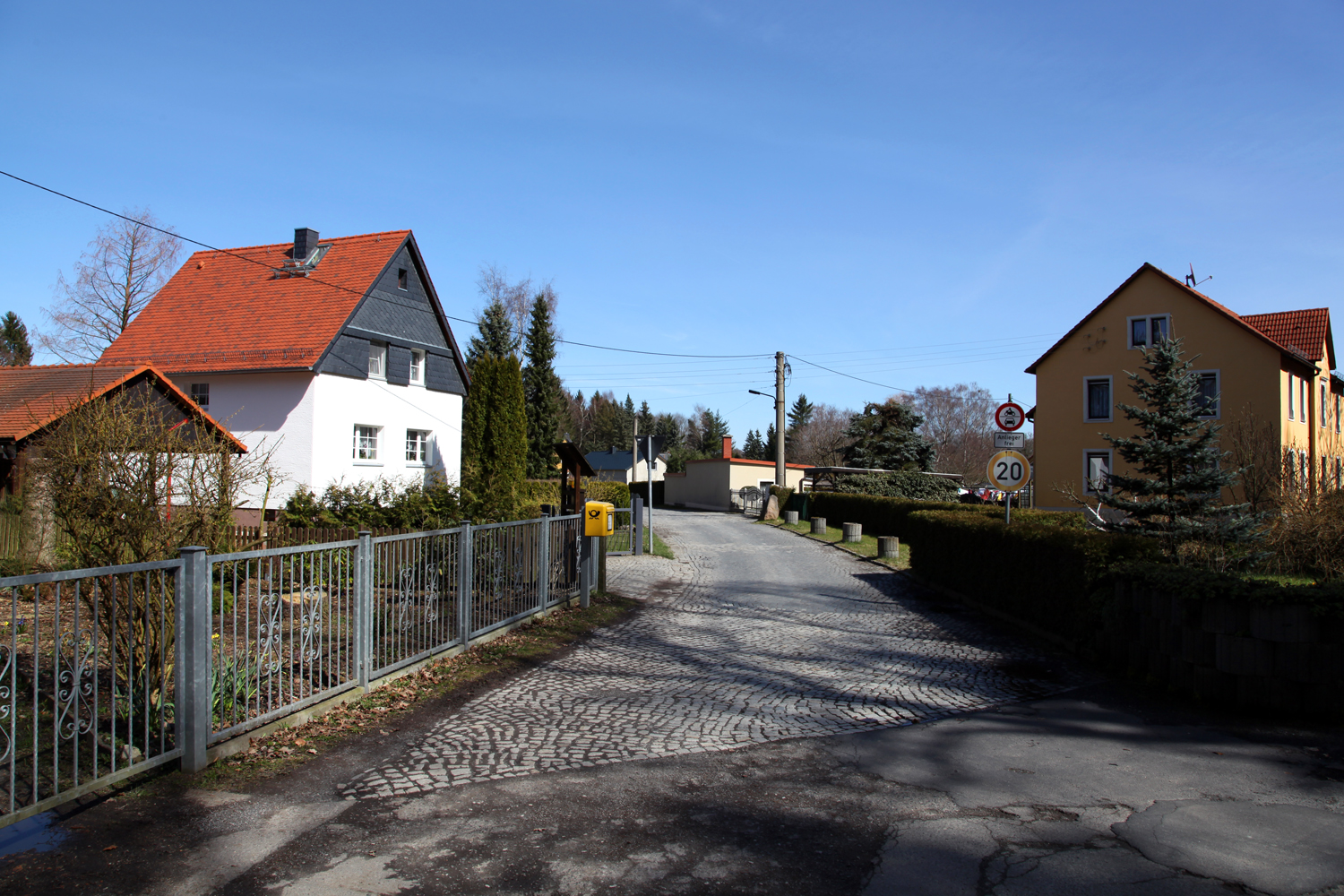
Blick in die Siedlung

Die Heidehäuser sind eine Siedlung am westlichen Rand der sächsischen Stadt Radeberg. Benannt sind sie nach dem angrenzenden Landschaftsschutzgebiet Dresdner Heide.

## Lage
Die Siedlung Heidehäuser wird im Norden und Nordosten durch die Bahnstrecke Görlitz–Dresden und südlich durch die Staatsstraße 95 von Radeberg nach Dresden begrenzt. Westlich der Heidehäuser liegt eine Gartensparte, dahinter beginnt die Dresdner Heide. Durch die Siedlung führen der Lönsweg (benannt nach Hermann Löns) und der Quantzweg (benannt nach Johann Joachim Quantz. Der Quantzweg hieß bis Oktober 2014 „Am Heiderand“).
Das Städtebauliche Entwicklungskonzept der Stadt Radeberg ordnet die Siedlung Heidehäuser in die Kategorie „Konsolidierungswürdige Gebiete“ ein und bescheinigt damit sowohl „identitätsprägende Qualitäten für die gesamte Stadt“ als auch „Bestandsschwächen aus Sicht der Stadtentwicklung“.

## Geschichte
Der Bau der Siedlung begann Ende des 19. Jahrhunderts auf Lotzdorfer Flur, westlich der Radeberger Flur. Die Heidehäuser gehören damit zur Gemarkung Lotzdorf, das bis 1919 selbständige Gemeinde mit dem noch heute bestehenden eigenen Flurbezirk war. Bis zur Vereinigung bzw. Einverleibung der Gemeinde Lotzdorf mit Radeberg per 1. Januar 1920 gehörten die Heidehäuser somit ortsrechtlich zur Gemeinde Lotzdorf und zu deren eigenständigem Schulbezirk und auch zum Lotzdorfer Standesamtsbezirk. Folglich durften die Kinder der Siedlung nicht in Radeberg zur Schule gehen, sondern mussten in der weiter entfernten Dorfschule in Lotzdorf eingeschult werden, was einen etwa vier Kilometer langen und vor allem im Winter beschwerlichen, da größtenteils unbefestigten Schulweg zur Folge hatte. Der Naturwissenschaftler und Trapper Georg Naumann (1901–1978) bewohnte in seiner Kindheit und Jugend die Siedlung „Heidehäuser“.

Da Lotzdorf bereits 1555 nach Radeberg eingepfarrt worden war, gehörte die Siedlung Heidehäuser immer zur Kirchgemeinde Radeberg.